# Peninsula (film)
Peninsula (2020, în coreeană 반도, Bando; cunoscut și ca Tren spre Busan 2) este un film de groază thriller de acțiune SF postapocaliptic sud-corean scris și regizat de Yeon Sang-ho.  În rolurile principale au interpretat actorii Gang Dong-won, Lee Jung-hyun și  Lee Re. Este continuarea filmului Tren spre Busan (2016), din trilogie mai face parte animația Seoul Station (2016), toate regizate de Yeon Sang-ho.
A fost produs de studiourile Next Entertainment World,  RedPeter Films și New Movie și a avut premiera la 15 iulie 2020, fiind distribuit de Next Entertainment World[*]. Coloana sonoră a fost compusă de Mowg.
Cheltuielile de producție s-au ridicat la 16 milioane de dolari americani și a avut încasări de 42,7 de milioane de dolari americani.
Filmul a fost ales pentru a fi prezentat în selecția oficială a Festivalului de Film de la Cannes din 2020, care a fost anulată din cauza pandemiei de COVID-19 în Franța. Filmul a fost prezentat în secțiunea panoramică a celui de-al 25-lea Festival Internațional de Film de la Busan la 21 octombrie 2020 

## Rezumat
Peninsula urmărește un soldat care este trimis împreună cu echipa sa să recupereze un camion plin de bani din pustietățile din peninsula coreeană locuite acum de zombi, miliții necinstite și o familie. 

## Distribuție
Au interpretat actorii:

Gang Dong-won[*]
Lee Jeong-hyeon[*]
Lee Re[*]
Kwon Hae-hyo[*]
Kim Min-jae[*]
Koo Kyo-hwan[*]
Kim Do-yoon[*]  .